# Сердолік

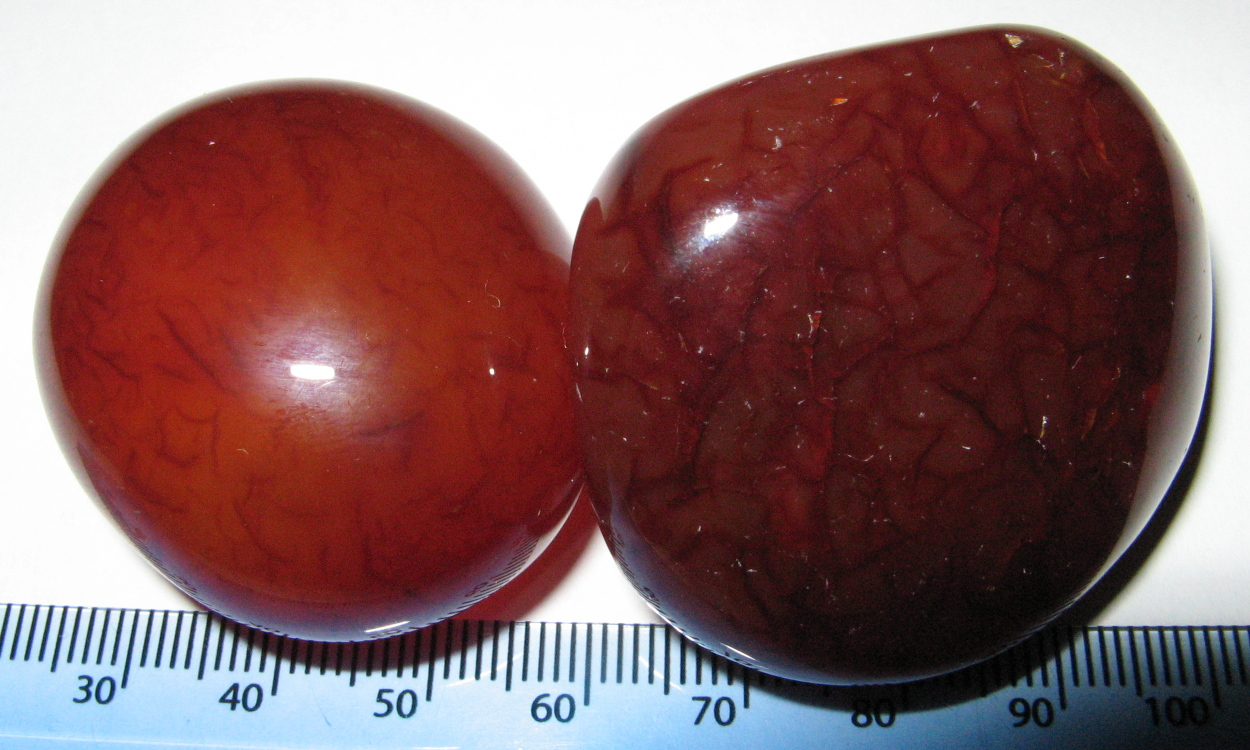
Карнеол

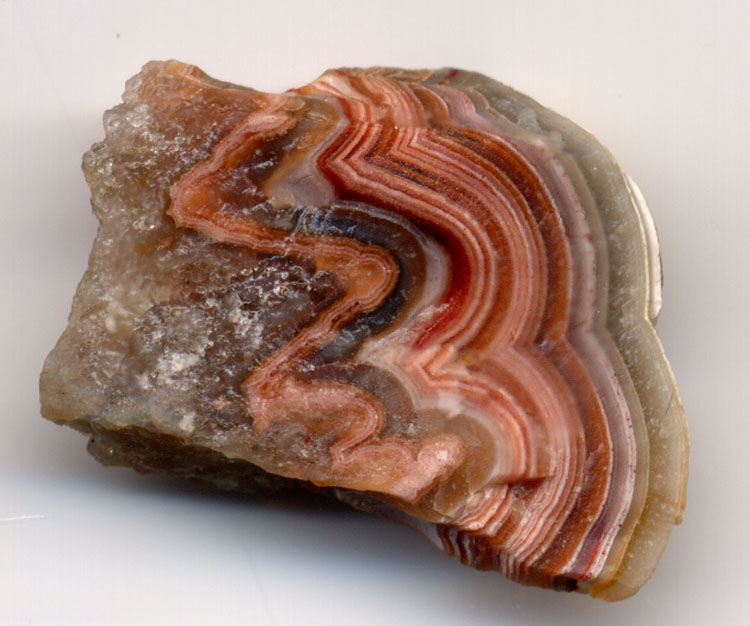
Сардонікс

Сердолі́к (рос. сердолик), кривáвець — напівкоштовний камінь червоного чи помаранчевого кольору, різновид халцедону. Халцедон є сіруватим напівпрозорим оксидом кремнію з прихованокристалічною структурою (що складається з найтонших волокон, помітних лише під мікроскопом). Забарвлення від жовтого, помаранчевого до червоного і темно-червоного йому додає залізо, зелене забарвлення додають хлориди.

## Загальний опис
Залежно від насиченості кольору сердолік має ще декілька назв. Найнасиченіший червоним тоном, чистий і відносно прозорий, що нагадує каламутну кров'яну краплю, називається карнеол — один з найкращих сердоліків. Сардерами зазвичай називають жовті халцедони, сердоліками — оранжеві середньої насиченості. Сардонікс — сердолік з прямими паралельними шарами переміжних бурого, білого і голубувато-сірого кольорів (помаранчевий різновид агату).
Сердолік — слово руське, означає той, що радує (або що нагадує) серце. Сердолік жовтого кольору називається лінкурієм. Провести чітку межу між карнеолом і сардером складно, оскільки між ними існує поступовий перехід. Забарвлення червоних халцедонів може бути пояснене присутністю бурих гелів гидроксидів заліза, причому в темно-бурих частинах його в три-чотири рази більше, ніж в світлих.
Сердолік — камінь кольору крові, кольори життя, у зв'язку з цим стародавні народи Сходу вважали, що він володіє властивістю оберігати живих від смерті і хвороб, дарувати щастя і спокій. Одночасно вважалося, що він може сприяти виникненню любові, і його носили як талісман.
На Русі цей камінь був відомий дуже давно. Його старовинна руська назва — «смазень» або «каднос». В Середньовіччі сердолік розділявся на чоловічий — червоно-коричневий і жіночий — рожево-помаранчевий. У середньовічному «Азбуковнику» мовилося, що «сердолік червоний яки кров, прозорий». Він «своїм червонуватим кольором нагадує вогонь і кров, зображає пламень віри».
І сьогодні сердолік не менш популярний, ніж тисячоліття тому. В наш час з сердоліку роблять ювелірні прикраси — вставки, ограновані у формі кабошона, кільця і персні, намиста і браслети.

## Характеристики мінералу, поширення і застосування
Сердолік — мінерал класу силікатів. Напівдорогоцінний камінь. Зустрічається в природі у вигляді наповнень тріщин і мигдалин в основних і середніх ефузивах; при їх руйнуванні нагромаджується у вигляді гальки в корах вивітрювання і розсипах. Гол. пром. тип родовищ — алювіальні і елювіальні розсипи. Найвідоміші родовища С. розташовані в Індії, Бразилії і Уругваї. На території України є в Кримських горах, на масиві Кара-Даг. Сердолік згадується в «Ізборнику Святослава» (1073 р.).
Застосування: Найдавніші знаряддя праці (палеоліт, 800-60 тис. р. до н. е.), ювелірні прикраси, амулети, талісмани, культові предмети (з раннього неоліту, 18 тис. р. до н. е.). Сердолік був популярним у давній Греції, Месопотамії, на Близькому Сході, в Київській Русі, седедньовічній Європі. У IV ст.. н. е. сердолік займав 5-е місце за цінністю каменів у ряду: алмаз, перли, смарагд, благородний опал, сердолік, червоні карбункули (шпінель, рубін, ґранат) а потім — золото, срібло, сапфір і топаз. З нього виготовляли каблучки, ювелірні прикраси, печатки, камеї, інтальо, статуетки, кубки, хрести. У історію увійшли підвіски та улюблені тіні для вій цариці Клеопатри (69-30 рр. до н. е.), пряжка для пояса Тамерлана, печатка Гетьмана України Кирила Розумовського, перстень-талісман Байрона та ін.